# Forradalmi opera
A forradalmi operát vagy mintaoperát (egyszerűsített kínai: 样板戏, hagyományos kínai: 樣板戲) a kínai kulturális forradalom idején Mao Ce-tung (Mao Zedong) felesége, Csiang Csing (Jiang Qing) hozta létre és működtette. Mint a Kínai Kommunista Párt által támogatott műfajt forradalmi és modern operaként emlegették témája és zenei elemei miatt, amikor a hagyományos operákhoz hasonlították őket.
Összesen nyolc forradalmi opera készült, és egyes források szerint ezek voltak az egyetlen művészi alkotások, melyek abban az időben Kínában engedélyezettek voltak. A hagyományos pekingi operát „feudálisnak és burzsoának” tartották és betiltották.  A forradalmi operákat Mao elveinek megfelelően alkották, miszerint „a művészetnek a dolgozók, parasztok és katonák érdeklődését kell szolgálnia, és összhangban kell lennie a proletár ideológiával”. A mindössze nyolc darab miatt a műfajt nyolc mintaoperának  is nevezték (ba'ge).

## Művek
Csiang Csing (Jiang Qing) volt a fő támogatója és működtetője a hagyományos kínai opera forradalmi operává alakításának. Ő a pekingi operát választotta „kísérleti terepének”, hogy radikális változtatásait a színházi művészetben véghezvigye. Nyolc yangbanxi (样板戏/樣板戲), vagyis mintaopera készült a kulturális forradalom első három évében:
- hat modern opera:
  - The Red Lantern (红灯记/紅燈記)
  - Shajia Village (沙家浜)

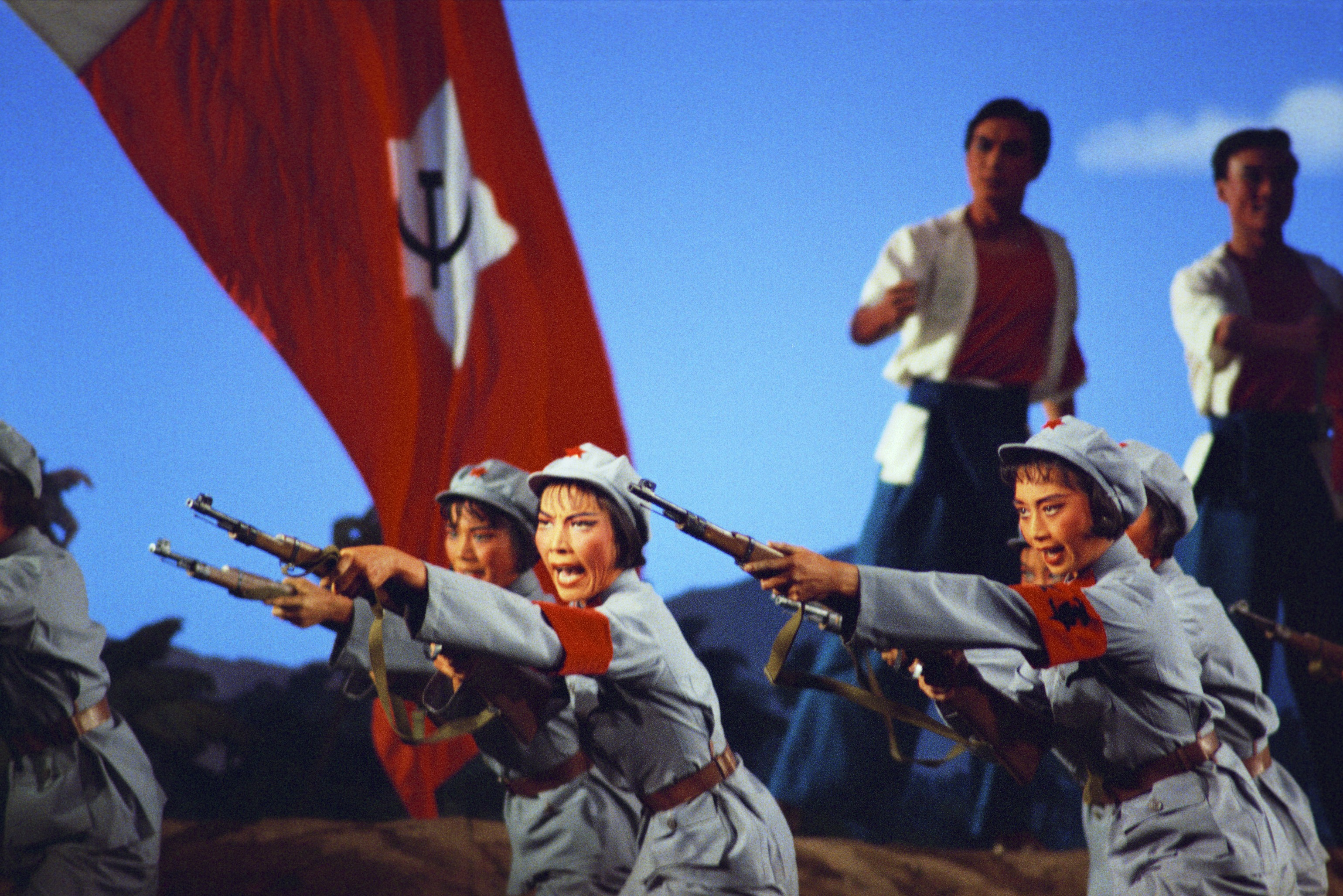
A Red Detachment of Women egyik jelenete

  - Taking Tiger Mountain by Strategies (智取威虎山)
  - Raid on the White Tiger Regiment (奇袭白虎团/奇襲白虎團)
  - Praise of Dragon River (龙江颂/龍江頌)
  - On the Dock (海港)
- és két balett:
  - Red Detachment of Women (红色娘子军/紅色娘子軍)
  - White-Haired Girl (白毛女)

1969 után több mintaoperát is készítettek (Azalea Mountain, Ode to the Dragon River, Battle in the Plains és Bay of Panshi), melyeket az eredeti minta alapján alkottak, de a fenti nyolc mű volt az, melyeket általában játszottak.

## Fordítás
- Ez a szócikk részben vagy egészben  a   Revolutionary opera című angol Wikipédia-szócikk ezen változatának fordításán alapul.  Az eredeti cikk szerkesztőit annak laptörténete sorolja fel. Ez a jelzés csupán a megfogalmazás eredetét és a szerzői jogokat jelzi, nem szolgál a cikkben szereplő információk forrásmegjelöléseként.